# فقط برای تفریح
فقط برای تفریح: داستان یک انقلاب اتفاقی، نام کتابی است که توسط لینوس توروالدز و دیوید دیاموند در سال ۲۰۰۱ نوشته شده‌است.
کتاب دربارهٔ زندگینامه لینوس توروالدز، خالق هسته لینوکس است. همچنین این کتاب دیدگاه لینوس دربارهٔ خودش و جنبش نرم‌افزار آزاد و توسعۀ هسته لینوکس را بیان می‌کند.
کتاب به زبان‌های مختلفی از جمله فارسی، انگلیسی، فنلاندی، سوئدی، آلمانی،ایتالیایی، ترکی استانبولی،لهستانی، روسی، پرتغالی، فرانسوی، هلندی ترجمه شده‌است.

## نسخه فارسی
این کتاب توسط جادی میرمیرانی از اعضای شناخته شده جنبش نرم‌افزار آزاد در ایران، ترجمه شد که در ابتدا مجوز چاپ نگرفت. هرچند نسخه فارسی کتاب به شکل الکترونیکی و آزاد منتشر شد. وی در این مورد می‌نویسد:
«این کتاب سال‌ها قبل ترجمه شد و هیچ وقت از وزارت محترم ارشاد اسلامی مجوز چاپ نگرفت. دلیل مجوز نگرفتن هیچ وقت گفته نشد. شاید چون لینوکس آزاد بود، شاید چون کلمه سکس توش بود که تنها چیزی در زندگی است که همه انجامش می دن ولی دوستان می گن هیچ‌کس نباید در موردش حرف بزنه و شاید هم چون پدر لینوس کمونیست بوده.»
اما درنهایت، در آبان ۱۳۹۶ (با تغییر چند کلمه) کتاب توسط انتشارات پژوهندگان راه دانش به صورت کاغذی چاپ شد.

## نسخه صوتی
نسخه ی صوتی این کتاب توسط سام نیک زاد از فعالان حوزه ی برنامه نویسی و دنیای متن باز ، تولید شده است که به‌صورت رایگان در اختیار عموم قرار گرفته است.

## فهرست
- مقدمه، معنای زندگی یک، (سکس، جنگ، لینوکس)
- تولد یک نِرْد
- تولد یک سیستم عامل
- فرش قرمز
- مقالات[۱۰]

## نظریه لینوس
کتاب در ابتدا، نظریه لینوس دربارهٔ معنی زندگی را بیان می‌کند. طبق این طرز فکر:

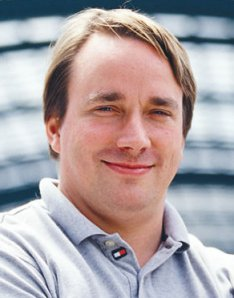
لینوس توروالدز نویسنده کتاب و همچنین مسئول نگهداری هسته لینوکس

«در زندگی ۳ چیز معنادار است. این‌ها، سه انگیزه اصلی در زندگی انسان‌ها هستند. عواملی که باعث می‌شوند ما کارهایی را انجام دهیم که یک موجود زنده می‌کند. اولی بقا است، دومی نظم اجتماعی و سومی تفریح. هر چیزی در زندگی، به همین ترتیب است و بعد از تفریح هم دیگر چیزی نیست.
برای مثال سکس در ابتدا برای بقا شروع شد و بعد به یک مسئله اجتماعی تبدیل شد. به همین دلیل است که ازدواج می‌کنیم؛ اما حالا سکس دارد به یک جور تفریح تبدیل می‌شود.»